# Probleem van Burnside

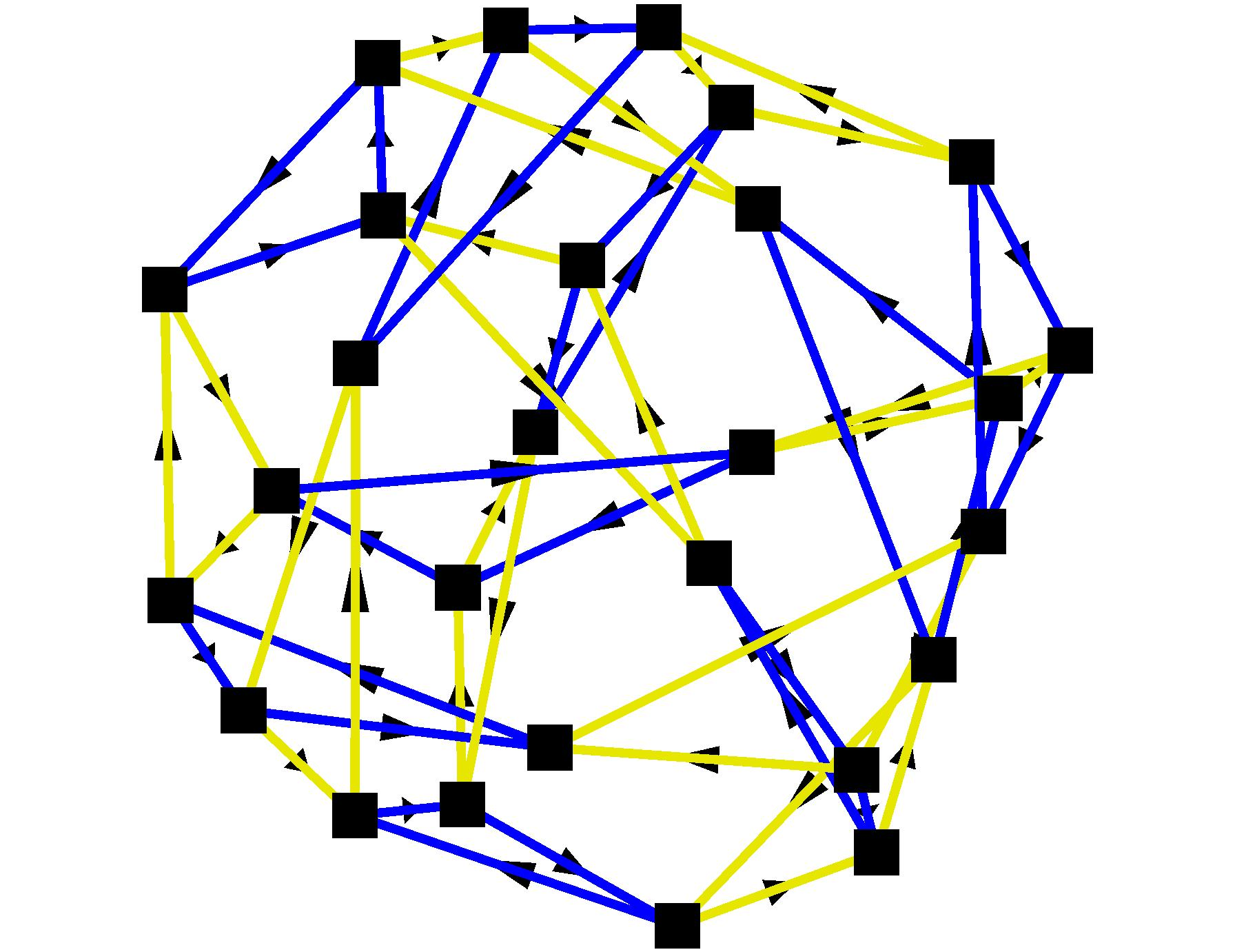
Vrije Burnside groep van exponent 3 met 2 generatoren

Het probleem van Burnside werd in 1902 geponeerd door William Burnside. Het is een van de oudste en meest invloedrijke vragen in de groepentheorie. Het probleem van Burnside is de vraag of een eindig voortgebrachte groep, waarin elk element een eindige orde heeft, noodzakelijkerwijs ook een eindige groep is. In gewone taal; als de afzonderlijke elementen van een groep doen vermoeden dat de gehele groep eindig is, is dit dan inderdaad het geval? Het probleem kent vele varianten die verschillen in de aanvullende voorwaarden die aan de ordes van de groepselementen worden opgelegd.
Het antwoord op de vraag bleek in het algemeen ontkennend. In 1964 vonden Evgeny Golod en Igor Sjafarevitsj een oneindige groep die aan de criteria van Burnside voldoet. 

## Beknopte geschiedenis
Aanvankelijk wezen studies op een bevestigend antwoord. Als bijvoorbeeld een groep {\displaystyle G} wordt gegenereerd door {\displaystyle m} elementen en de orde van elk element van {\displaystyle G} een deler is van 4, dan is {\displaystyle G}  eindig. Verder bewezen A.I. Kostrikin (voor het geval van een priemexponent) en Efim Zelmanov (voor het algemene geval) dat er onder de eindige groepen met een gegeven aantal generatoren en exponenten, altijd een grootste bestaat. Issai Schur toonde aan dat elke eindig gegenereerde periodieke groep die een deelgroep van de groep van inverteerbare complexe {\displaystyle n\times n}-matrices vormt, eindig is. Hij maakte gebruik van deze stelling om de stelling van Jordan-Schur te bewijzen.

## Voetnoten
1. ↑  Curtis, Charles, Reiner, Irving (1962). Representation Theory of Finite Groups and Associated Algebras. John Wiley & Sons, pp. 256-262.